# Trdnjava Adžjad
Trdnjava Adžjad (osmanskoturško قلعهٔ اجیاد, turško Ecyad Kalesi; arabsko قلعة أجياد) je bila osmanska citadela, ki je stala na hribu nad Sveto mošejo v Meki, v današnji Saudovi Arabiji. Zgrajena je bila v poznem 18. stoletju, saudska vlada pa jo je leta 2002 porušila zaradi komercialnega razvoja Abraj Al Baita, kar je sprožilo negodovanje Turčije in drugih zaskrbljenih muslimanov po svetu.

## Zgodovina
Trdnjava je bila zgrajena leta 1780 pod osmansko oblastjo (kasneje vilajet Hedžas), da bi zaščitila Kabo v Meki pred razbojniki in napadalci. Utrdba je pokrivala približno 23.000 m² na gori Bulbul (otok Jebel Kuda), ki gleda na Sveto mošejo (Masjid al-Haram) z juga. Osmansko cesarstvo je vladalo velikemu imperiju, ki je pokrival Arabski polotok, Balkan in Severno Afriko. Toda v začetku 20. stoletja je cesarstvo razpadlo in današnja Turčija je bila ustanovljena kot sekularna država.
Od 1. do 9. januarja 2002 je bila trdnjava Adžjad porušena in večina gore Bulbul zravnana, da bi očistili območje za 15 milijard dolarjev vreden gradbeni projekt.

## Reakcije
Uničenje zgodovinske zgradbe je sprožilo domači in mednarodni protest. Turški zunanji minister İsmail Cem İpekçi in več institucij je poskušalo preprečiti rušenje. Poslanec Turške demokratične levice (DSP) Ertuğrul Kumcuoğlu je celo predlagal bojkot potovanja v Saudovo Arabijo. Turško ministrstvo za kulturo in turizem je obsodilo izbris trdnjave in dejanje primerjalo z uničenjem Bud iz Bamjana ter saudske oblasti obtožilo, da »nadaljujejo s svojo politiko rušenja osmanske dediščine«.
Francoska tiskovna agencija Agence France-Presse (AFP) je navedla saudskega ministra za islamske zadeve Saleha al Shaika, ki je dejal, da »nihče nima pravice posegati v to, kar je v pristojnosti države«. V zvezi s stanovanjsko komponento načrta je al-Sheikh dodal, da je namenjena namestitvi romarjev v Meko in dejal, da je »to v interesu muslimanov po vsem svetu«. Arabski komentatorji zavračajo proteste proti uničenju in jih pripisujejo preostali grenkobi zaradi izgube Arabskega polotoka s strani Osmanskega cesarstva.
Vendar pa je uničenje tega in drugih zgodovinskih krajev spodbudilo kritike Saudijcev in pripravljeni so bili načrti za ponovno izgradnjo gradu, kot je leta 2001 ukazal kralj:
Kralj Fahd je dal soglasje za obdarovanje kralja Abdula Aziza za Sveti Haram in za pripravo lokacije projekta z odstranitvijo hriba in gradu. Kralj je naročil, naj se grad v celoti ohrani z obnovo,« je povedal minister.
Maketa trdnjave v merilu 1⁄25 je skupaj z drugimi arhitekturnimi maketami vključena v park miniatur Miniatürk v Carigradu v Turčiji.